# Dendrobium gracilicaule
Dendrobium gracilicaule là một loài lan trong chi Lan hoàng thảo.